# Mellow Mood (gruppo musicale)
I Mellow Mood sono un gruppo reggae italiano nato a Pordenone nel 2005.

## Storia
Nati a Pordenone all'incirca nel 2005, esordiscono ufficialmente nel 2009 con un album intitolato "Move!". Prodotto da quello che è poi diventato il loro architetto sonoro e dubmaster, Paolo Baldini, "Move!" è pubblicato senza etichetta, distributore o ufficio stampa, ma è ugualmente un successo. Due singoli, "Dance Inna Babylon" e "Only You", totalizzano a oggi complessivamente più di cinquanta milioni di visualizzazioni su YouTube. La band pordenonese, capitanata dai gemelli Jacob e L.O Garzia, vedeva allora Federico Mazzolo (oggi impegnato nel progetto di musica elettronica "IOSHI") alla batteria, Enrico Bernardini alle tastiere, Giulio Frausin (che ora si divide tra Mellow Mood e il folk acustico di The Sleeping Tree) al basso, Stefano Salmaso e Roberto Dazzan alla sezioni fiati.
Dopo due anni di intensissima attività live ed una modifica della line-up (Filippo Buresta sostituisce Bernardini alle tastiere), i Mellow Mood si chiudono in studio con Baldini per registrare “Well Well Well”, che uscirà poi a maggio 2012, sancendo il loro ingresso nella sezione internazionale della più importante etichetta indipendente d'Italia, La Tempesta Dischi, anch'essa di casa a Pordenone. “Well Well Well” è un disco intenso e raffinato, in cui i Mellow Mood mettono in mostra quanto hanno imparato, e dimostrano di avere tutte le carte in regola per diventare protagonisti della nuova scena reggae italiana ed internazionale.
Nel 2013 due singoli, “Dig Dig Dig” e “Extra Love” (quest'ultimo un featuring con la reggae star Tanya Stephens), anticipano una nuova fatica discografica: “Twinz” esce a giugno 2014 e vede ancora Baldini alla produzione. Con un ulteriore snellimento nella line-up, che si spoglia della sezione fiati, importanti featuring internazionali (tra cui Richie Campbell, Sr. Wilson, Forelock e KG Man) l'album porta i Mellow Mood sui palchi dei più importanti festival reggae europei (Rototom Sunsplash, Summerjam, Sziget) e oltreoceano.
A meno di un anno di distanza, “Twinz” svela il proprio gemello: “2 The World”, uscito ancora una volta per La Tempesta International, dimostra la continua crescita compositiva del quintetto pordenonese ed è arricchito da collaborazioni nazionali (Forelock, Andrew I) e ospitate giamaicane (Tanya Stephens, Jah9, Hempress Sativa, Gideon & Selah). Con il 2 The World Tour, Antonio Cicci (ex Muiravale Freetown) diventa il nuovo batterista della band.
Al termine di sessanta concerti in tutta Europa i Mellow Mood annunciano la creazione di una label interna a La Tempesta, attraverso la quale pubblicare i loro prossimi lavori; la direzione artistica de La Tempesta Dub è a cura degli stessi Mellow Mood e Paolo Baldini, che nel frattempo diventa sound engineer della band anche durante i concerti dal vivo. La nascita de La Tempesta Dub viene celebrata con un mini-festival itinerante che vede la partecipazione di Forelock & Arawak (loro la prima release della neonata etichetta), Paolo Baldini ed il suo progetto DubFiles, ed una decina di ospiti internazionali, tra i quali Jah9, Riche Campbell, Sr. Wilson e molti altri.
A marzo i Mellow Mood pubblicano “Twinz 2 The World”, edizione limitata destinata al mercato francese, che unisce i loro due precedenti lavori. Il tour estivo che ne seguirà porta la band pordenonese in tutta Europa e nelle Americhe, dove sono annunciati tra gli headliner dei più importanti festival di genere del continente.

## Formazione

### Formazione attuale
- Jacopo Garzia - voce, chitarra
- Lorenzo Garzia - voce, chitarra
- Giulio Frausin - basso, voce
- Flavio Passon - tastiere
- Antonio Cicci - batteria (dal 2015)
- Matteo Da Ros - chitarra

### Ex componenti
- Romeo Enrico Bernardini - tastiere (fino al 2011)
- Stefano Salmaso - sax (fino al 2012)
- Roberto Dazzan - tromba (fino al 2013)
- Federico Mazzolo - batteria (fino al 2015)

## Discografia

### Album in studio
- 2009 - Move!
- 2012 - Well Well Well
- 2014 - Twinz
- 2015 - 2 the World
- 2018 - Large 2022 - Manana
- 2025 - "7"

### Singoli
- 2010 - Dance inna babylon
- 2010 - Only You
- 2012 - Inna Jail
- 2012 - She's So Nice
- 2012 - Refugee
- 2012 - Free Marijuana feat. Damas
- 2013 - Show Us
- 2013 - Do mi Thing
- 2013 - Informers feat. Kg Man
- 2013 - Dig Dig Dig
- 2013 - Extra Love feat. Tanya Stephens
- 2014 - Inna Jamaica feat. Richie Campbell
- 2014 - Don't Leave I Lonely
- 2015 - Inna Jamaica pt.2 feat. Hempress Sativa & Forelock
- 2015 - Criminal feat. Andrew I
- 2016 - Everything She Want
- 2016 - Take Over
- 2018 - Large
- 2018 - Sound of a War
- 2019 - One Night
- 2020 - Una Noche
- 2020 - Unstoppable
- 2020 - Mr. Global (feat. Kabaka Pyramid)
- 2021 - Laser Sight

### Collaborazioni
- 2010 – Sensi (con Africa Unite)
- 2012 – Nel giardino dei fantasmi (con Tre Allegri Ragazzi Morti)[4]
- 2020 – One (con Shakalab)
- 2022 – Just One (con Quartiere Coffee)

## Premi e riconoscimenti
- 2008 - Vincitori regionali Italia Wave
- 2009 - Italian Reggae Contest del Rototom Sunsplash.